# Liste der Monuments historiques in Rives-du-Loir-en-Anjou
Die Liste der Monuments historiques in Rives-du-Loir-en-Anjou führt die Monuments historiques in der französischen Gemeinde Rives-du-Loir-en-Anjou auf.

## Liste der Bauwerke

### Soucelles
| Bezeichnung                   | Beschreibung                       | Standort | Kennzeichnung | Schutzstatus | Datum | Bild           |
| ----------------------------- | ---------------------------------- | -------- | ------------- | ------------ | ----- | -------------- |
| Schloss                       | Erbaut im 17./18. Jahrhundert      | (Lage)   | PA49000053    | Inscrit      | 2006  | weitere Bilder |
| Menhir Le Doigt de César      | Neolithikum                        | (Lage)   | PA00109363    | Classé       | 1975  | weitere Bilder |
| Chapelle de la Roche-Foulques | Kapelle, erbaut im 12. Jahrhundert | (Lage)   | PA00109361    | Inscrit      | 1973  | weitere Bilder |
| Dolmen de la Pierre Cesée     | Neolithikum                        | (Lage)   | PA00109362    | Classé       | 1910  | weitere Bilder |

### Villevêque
| Bezeichnung                            | Beschreibung                         | Standort | Kennzeichnung | Schutzstatus | Datum | Bild           |
| -------------------------------------- | ------------------------------------ | -------- | ------------- | ------------ | ----- | -------------- |
| Kirche St-Pierre-St-Paul und Pfarrhaus | Kirche erbaut ab dem 11. Jahrhundert | (Lage)   | PA00109412    | Inscrit      | 1972  | weitere Bilder |